# I menù di Benedetta
I menù di Benedetta è stato un programma televisivo italiano di genere culinario, trasmesso su LA7 dal 19 settembre 2011 al 21 maggio 2013, condotto da Benedetta Parodi. Il programma è stato chiuso nel 2013 a causa degli alti costi per la produzione e ascolti ritenuti troppo bassi. Tuttavia, le puntate del programma vengono tutt'oggi trasmesse ininterrottamente in replica su LA7d.

## Prima edizione
La prima edizione del programma è partita lunedì 19 settembre 2011 e si è conclusa martedì 22 maggio 2012. La trasmissione è andata in onda nel 2011 alle 12:30 mentre nel 2012 alle 17:55.
Logo e sigla di Alberto Traverso.
In ogni puntata vengono proposti 5 piatti: i primi 4 fanno parte del menù, mentre il quinto fa parte di una categoria che si ripete per svariate puntate; le categorie proposte sono: i piatti dedicati ai bambini, le paste veloci, le ricette di Natale, le colazioni e le merende, le "apericette" (ricette veloci che accompagnano gli aperitivi). È inoltre prevista la presenza di un ospite, famoso o non famoso, che cucina con la conduttrice un piatto del menù.
Le ricette sono alternate dalla preparazione della tavola, sempre in tema del menù; e dalla creazione di composizioni floreali utili per completare la tavola, preparate da Massimo Sandrini di Scenografiefloreali. Un'altra presenza all'interno del programma è quella del barman Alessandro, che prepara gustosi cocktail, alcolici e analcolici. Il programma si conclude con alcuni consigli pratici per la gestione della casa.

## Seconda edizione
La seconda edizione del programma è partita lunedì 10 settembre 2012 e si è conclusa martedì 21 maggio 2013. Molte le novità riguardanti la trasmissione a partire dall'orario di messa in onda per circa un'ora dalle 18:25, in uno studio completamente rinnovato e con il pubblico che poteva anche interagire con la conduttrice. In questa edizione viene tolto tempo all'organizzazione della tavola, per dedicarne di più al cocktail, non più preparato da Alessandro ma da un nuovo bar man acrobatico, campione mondiale, Bruno. Sono stati inoltre eliminati i consigli sui piatti e sulla casa presenti alla fine della trasmissione e sostituiti dai titoli di coda e dai loghi degli sponsor e sullo sfondo si poteva trovare prima la visuale dello studio poi l'ultimo piatto che veniva preparato. A partire dal 23 dicembre il programma è andato in onda nella fascia preserale, alle 18.50, inoltre è stata aggiunta una ricetta chiamata "Salvacena", dove la Parodi cucinava in tempo reale, cioè da 8 a 10 minuti, una ricetta con cui "salvare" la cena, da portare in tavola in poco tempo prima del telegiornale.